# 자유광장 (타이베이시)

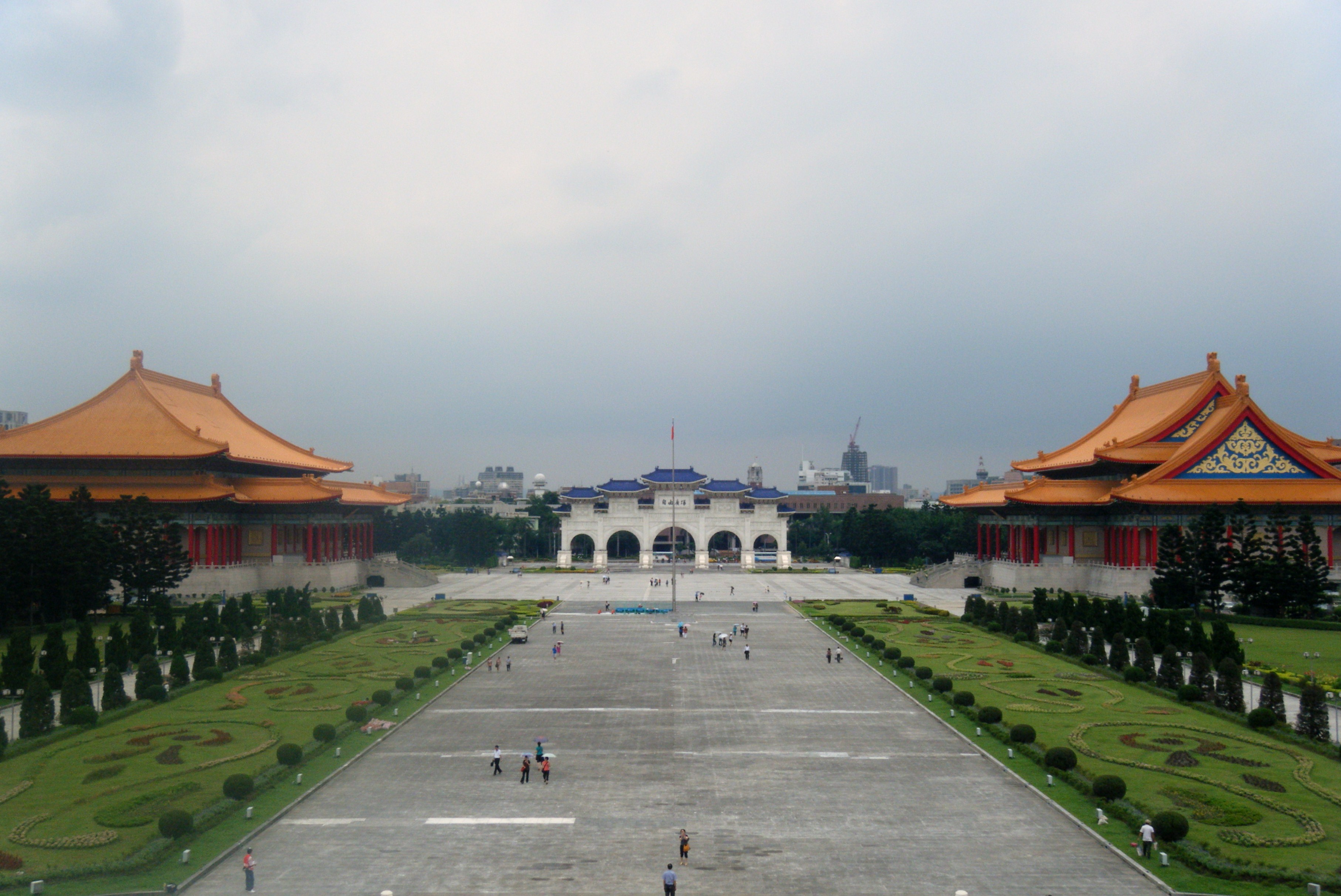
자유광장

자유광장(중국어 간체자: 自由广场, 정체자: 自由廣場, 병음: Zìyóu Guǎngchǎng, 백화자: Chū-iû Kóng-tiûⁿ)은 대만 타이베이시 중정구에 있는 광장이다. 면적은 240,000 제곱미터 (2,600,000 ft2)가 넘는다. 광장의 이름은 1990년대 대만이 일당 통치에서 현대 민주주의로 전환하는 데 중요한 역사적 역할을 했다는 것을 상기시키는 의미에서 지어졌다.